# Colonia Ulpia Traiana
 (septembre 2012).
Si vous disposez d'ouvrages ou d'articles de référence ou si vous connaissez des sites web de qualité traitant du thème abordé ici, merci de compléter l'article en donnant les références utiles à sa vérifiabilité et en les liant à la section « Notes et références ».

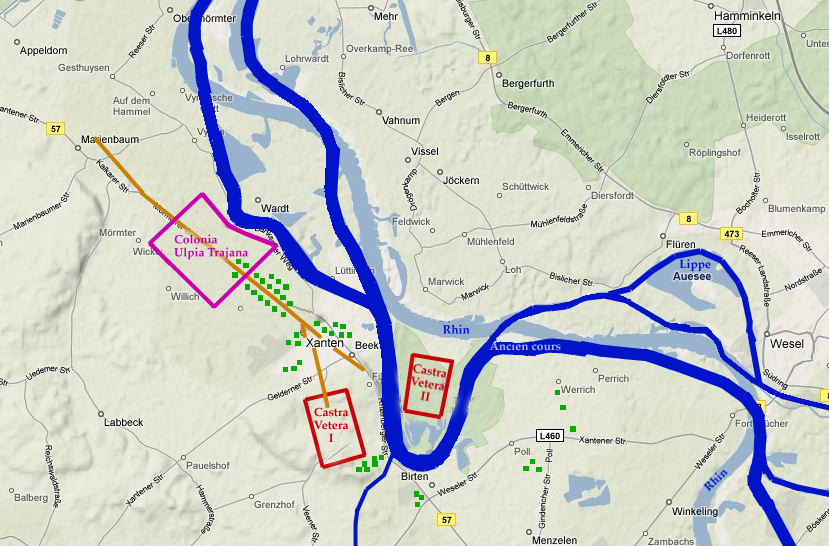
Implantation autour de l'actuelle ville de Xanten des deux camps Castra Vetera I et II ainsi que de la colonie de Trajan: Colonia Ulpia Traiana

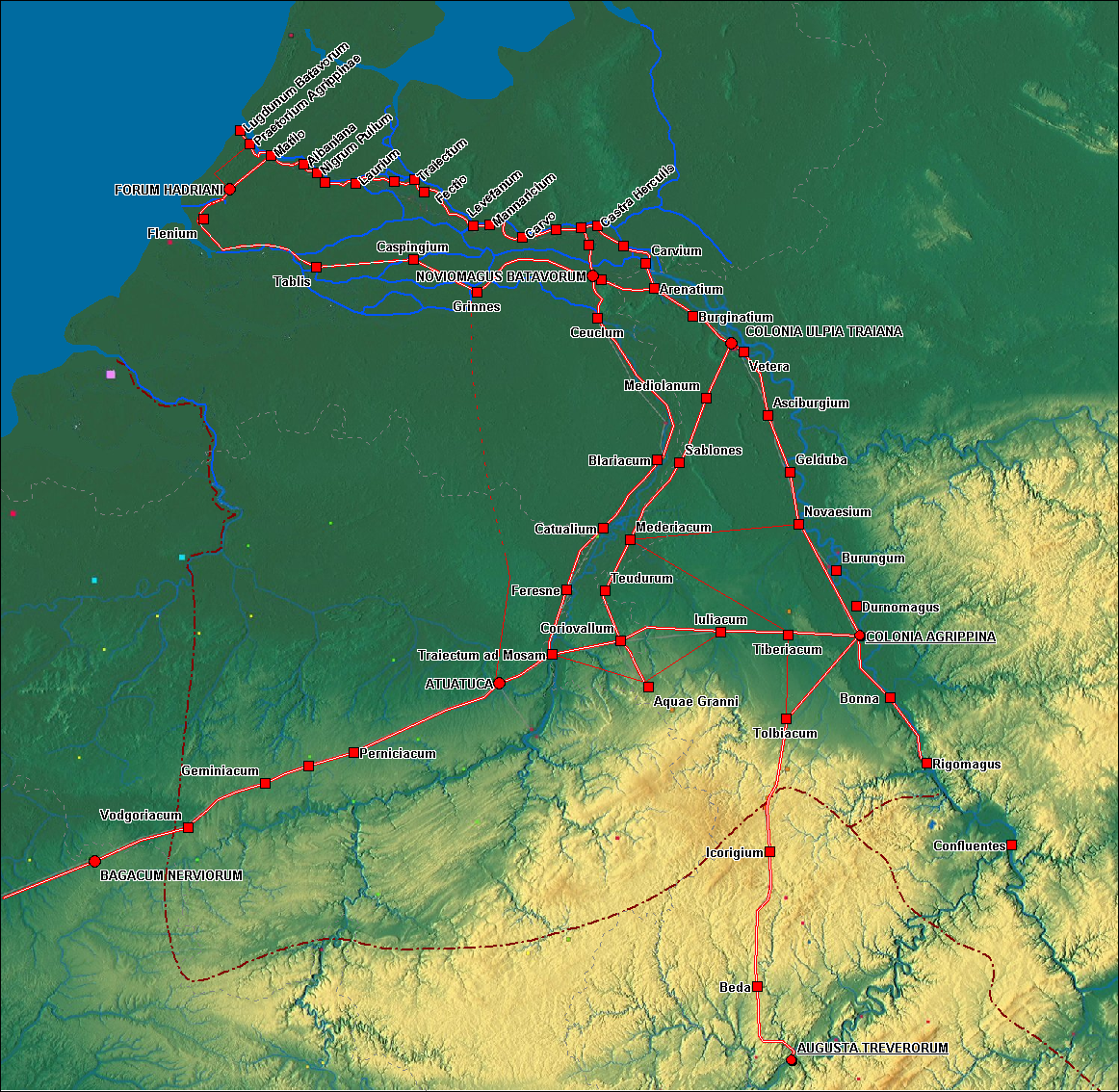
Chaussées romaines - Germanie inférieure

Colonia Ulpia Traiana, ou C U T, est une colonie romaine et un camp de légion du limes du Rhin en Germanie inférieure, à proximité immédiate de l'actuelle ville de Xanten en Rhénanie du Nord-Westphalie.

## Origine
La ville est fondée par l'empereur Trajan aux alentours de l'an 100 et devient la troisième ville au Nord des Alpes avec Cologne et Trèves. Elle atteindra une superficie de 73 hectares.
Elle se compose de trois parties :
- C U T, la ville civile
- Castra Vetera I, camp romain
- Castra Vetera II, second camp romain

Castra Vetera I est sur la colline du Fürstenberg ; le second camp Castra Vetera II est dans un méandre du Rhin, aujourd'hui abandonné et classé comme réserve naturelle. 
La Lippe se jetait dans le Rhin à cet endroit, d'où ce choix d'implantation des Romains. Actuellement le confluent est en amont.
Un bras du Rhin, qui se dirigeait en ligne droite, permet à Trajan d'installer sur sa rive gauche Colonia Ulpia Traiana.

## Castrum Vetera I
La genèse de la Colonia Ulpia Traiana commence en 13/12 av. J.-C. quand le général romain Nero Claudius Drusus construit sur Fürstenberg le camp Castra Vetera I, au sud-est de l'actuelle Xanten et au confluent de la Lippe et du Rhin. 
Ce camp sert de base pour une campagne sur la droite du Rhin en l'an 8 av. J.-C., une campagne conduisant à l'assujettissement de la tribu germanique des Sicambres qui avaient été forcés de se déplacer à la gauche du Rhin sous la pression du peuple des Cugernes. 
Comme la plupart des castrum et castellum du limes, il est détruit en 70 par la révolte du peuple des Bataves et des Cananefates. Les légions basées à Castra Vetera sont anéanties. 

## Colonia Ulpia Traiana

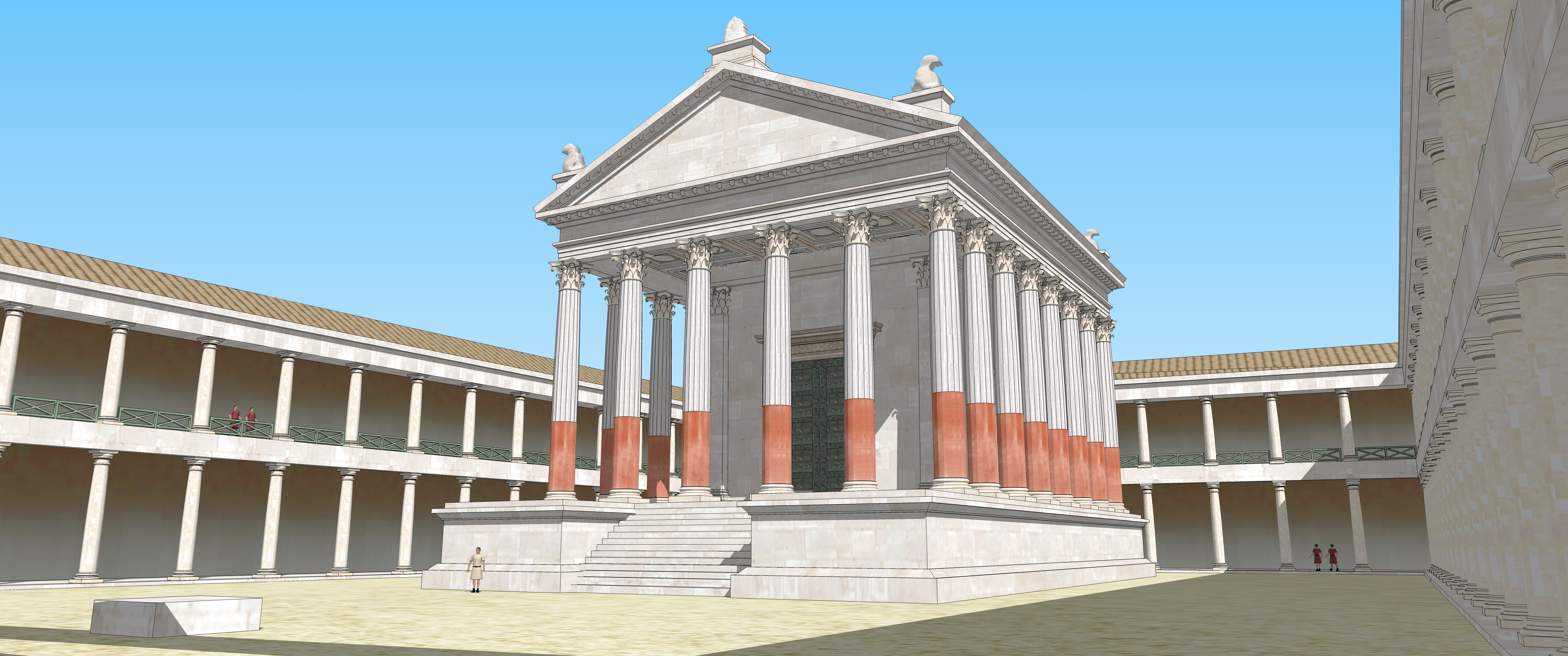
Hafentempel de Xanten

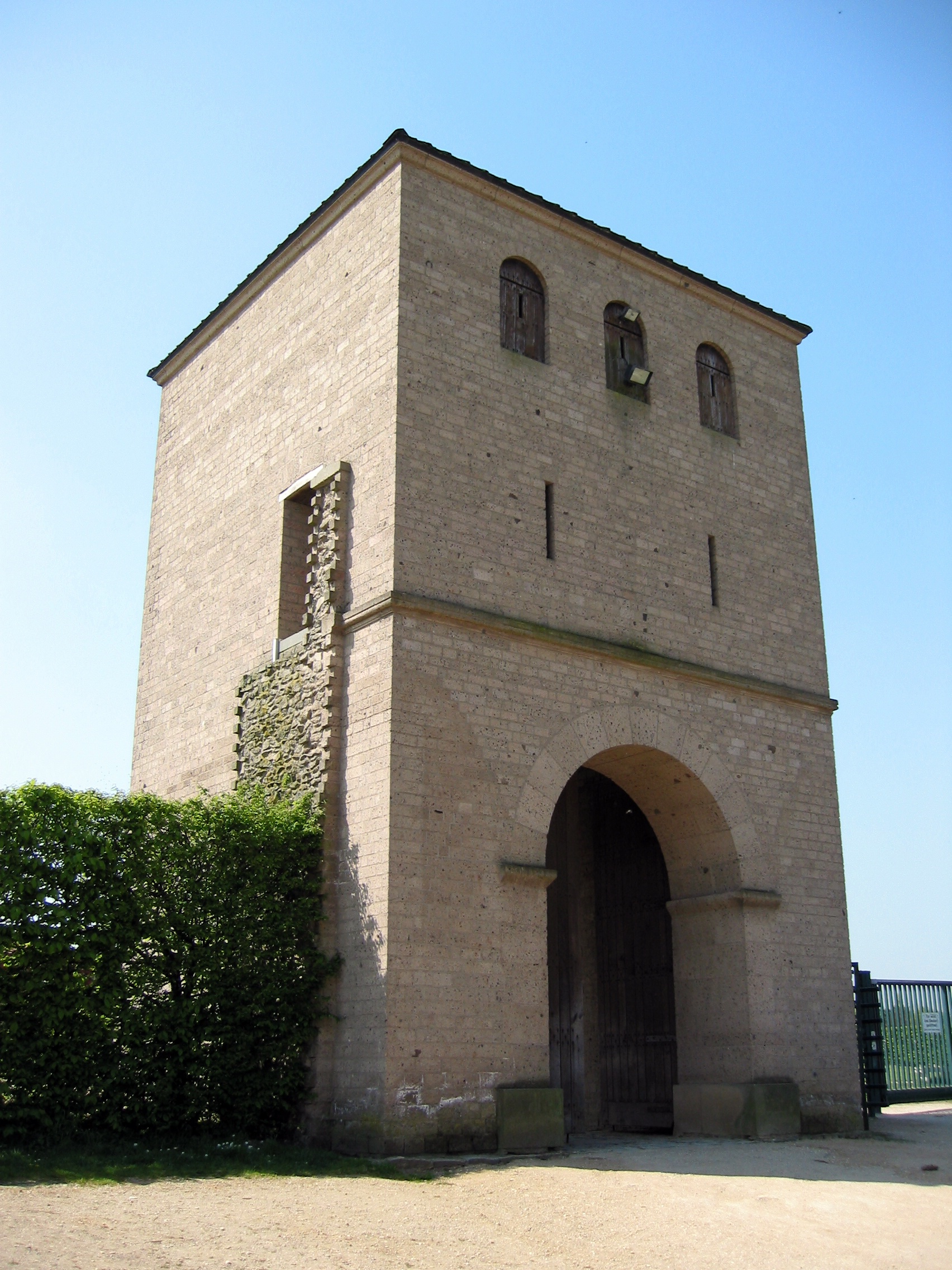
Reconstitution de la "Porte du Port" de Colonia Ulpia Traiana

En 71, le camp et le vicus sont reconstruits selon un nouveau plan rectangulaire et rebaptisés Colonia Ulpia Traiana, qui a tout d'une ville romaine avec une route dallée, des temples, un forum (place du marché), un amphithéâtre, des murs et des tours. Les pierres ayant servi à sa construction sont tirées des carrières de l'Eifel et des "Sept Montagnes".
La population est estimée à près de 10 000 personnes, principalement des Gaulois et Germains romanisés. Une grande partie des terres est donnée aux anciens combattants de l'armée romaine. 
Après une ère de prospérité, la ville périclite lorsque l'armée du Rhin est moins présente et le port inutilisable. 
En 259, les Francs essayent de conquérir la ville sans succès. En 276, une seconde attaque réussit et la ville est pillée et détruite.

## Tricensimae
Entre 306 et 311 l'empereur Constantin le Grand reconstruit une ville fortifiée sur le territoire de l'ancienne colonie. Cette ville devient la principale fortification du Bas-Rhin jusqu'en 351. 
Au Moyen Âge, les ruines de la ville sont une source de pierres de construction et d'objets métalliques.
Près du cimetière de la cité, autour de la tombe du martyr chrétien saint Victor se crée la ville actuelle de Ad Sanctos, - Xanten -.
La zone est devenue un parc archéologique où on a reconstitué quelques bâtiments : une partie des thermes, l’amphithéâtre, la « Porte du Port » et l'auberge.